# A Clean Sweep (film 1915)
A Clean Sweep è un cortometraggio muto del 1915 diretto da Charles Ransom.

## Produzione
Il film fu prodotto dalla Edison Company.

## Distribuzione
Distribuito dalla General Film Company, il film - un cortometraggio in una bobina - uscì nelle sale cinematografiche USA il 6 aprile 1915.